# Туфте, Олаф
Олаф Карл Туфте (норв. Olaf Karl Tufte, род. 27 апреля 1976 года в Тёнсберге, Норвегия) — норвежский гребец (академическая гребля), чемпион Олимпийских игр в Афинах и в Пекине,  призёр Игр 2000 года в Сиднее и 2016 года в Рио-де-Жанейро, двукратный чемпион мира. Участник семи подряд летних Олимпийских игр (1996—2020).

## Карьера
Первую медаль на международных соревнованиях Туфте завоевал в 1999 году на чемпионате мира в Сент-Катаринсе. Всего на счету Туфте два золота чемпионатов мира, а также одно серебро и 3 бронзы. 
На Олимпийских играх дебютировал в 2000 году в Сиднее, где завоевал серебряную медаль в соревнованиях двоек вместе с Фредриком Беккеном. В 2004 году на Олимпиаде в Афинах Туфте завоевал первое олимпийское золото, победив в соревнованиях одиночек. В 2008 году на Олимпийских играх в Пекине Туфте повторил свой успех, снова победив в соревнованиях одиночек.
В 2021 году в возрасте 45 лет был включён в составе сборной Норвегии на Олимпийские игры в Токио в экипажах четвёрок. Туфте стал первым в истории норвежцем, выступившим на семи Олимпийских играх.
В свободное от соревнований время Олаф зарабатывает на жизнь, выращивая зерно на семейной ферме в Хортене, а также работая пожарным.